# Friedrich Schlüter (Zoologe)
Friedrich Cristoph Schlüter (* 21. November 1796 in Halle an der Saale; † 23. Juli 1873 ebenda) war ein deutscher Entomologe, Fossiliensammler und Malakologe.

## Leben
Friedrich Schlüter war Seilermeister und wirkte später als Drogen- und Farbenhändler. Er war naturkundlich interessiert, legte sich bereits in der ersten Hälfte des 19. Jahrhunderts eine Insektensammlung an und sammelte fossile und rezente Conchylien. Über seinen Sammlungsbestand, der sich hauptsächlich aus den erhaltungsfähigen Überresten von Schalenweichtieren und Armfüßern zusammensetzte, veröffentlichte er 1838 einen Katalog, mit dem er Erstbeschreiber der den Landlungenschnecken (Stylommatophora) zugehörigen Gattungen Cernuella Schlüter, 1838, aus der Familie der Geomitridae und Odontocyclas Schlüter, 1838, aus der Familie der Fässchenschnecken (Orculidae) ist.
Er war auswärtiges Ehrenmitglied der  Naturforschenden Gesellschaft in Görlitz.
Der Naturalienhändler Wilhelm Schlüter war sein Sohn.

## Schriften (Auswahl)
- Kurzgefasstes systematisches Verzeichniss meiner Conchyliensammlung nebst Andeutung aller bis jetzt von mir bei Halle gefundenen Land- und Flussconchylien. Zur Erleichterung des Tausches für Freunde der Conchyliologie zusammengestellt. Gebauersche Buchdruckerei, Halle/S. 1838 (biodiversitylibrary.org)
- Etwas über die Begattung der Kiefern-Blatt-Wespe (Lophyrus pini. Latr. Klug.) nebst deren Beschreibung. In: Abhandlungen der Naturforschenden Gesellschaft Görlitz, Band 2, 2, 1838, S. 48–54 (books.google.de)
- Die Ovisugen der Insektenwelt. In: Abhandlungen der Naturforschenden Gesellschaft Görlitz, 3, 1, 1840, S. 13–17 (books.google.de)